# Долгушин, Виктор Николаевич
Виктор Николаевич Долгушин (род. 16 марта 1986) — российский хоккеист, вратарь. Тренер.

## Биография
Начал заниматься хоккеем в шесть лет в Красноярске, в 15 лет уехал в Тюмень. Играл в российских командах высшей, первой и второй лиг «Газовик» Тюмень (2002/03, 2006/07), «Газовик-Универ» (2002/03 — 2004/05, 2006/07), «Газовик-Старт» (Ялуторовск, 2003/04), «Металлург» Серов (2004/05 — 2005/06, 2007/08 — 2008/09), «Кедр» Новоуральск и «Металлург» Медногорск (2009/10).
Выступал в чемпионате Казахстан за команды «Казахмыс» Сатпаев (2009/10, 2010/11) и «Сарыарка» Караганда (2009/10).
Серебряный призёр хоккейного турнира зимней Универсиады 2007 года. Чемпион Казахстана (2010).
Тренер в команде МХЛ «Тайфун» Владивосток (2017/18). Главный тренер команды ЮХЛ «Ямал» Салехард (2018/19). Тренер вратарей в командах ВХЛ «Рубин» (2019/20 — 2020/21), «Зауралье» Курган (с мая 2021).